# Labidostomis diversifrons
Labidostomis diversifrons es una especie de insecto coleóptero de la familia Chrysomelidae.
Fue descrita científicamente en 1872 por Lefèvre.